# Ray Sawyer
Ray Sawyer (født 1. februar 1937 i Chickasaw, Alabama, USA, død 31. december 2018 i Daytona Beach, Florida, USA) var en amerikansk sanger, der fra 1969 til 1983 var en del af Dr. Hook, to år før bandet blev opløst. Han fik tilnavnet Eye Patch efter at han i en bilulykke i 1968 mistede sit ene øje. Han spillede koncerter overalt i verden frem til tre år før sin død. Han optrådte på Roskilde Festival i 1976 og i Holstebro i 2011.

## Liv
14 år gammel fik han sit første job som professionel musiker som trommeslager i et lokalt band. Hans egen stil var en blanding af sort og hvid sydstatsmusik, som holdt gang i Alabamas dansesale. Efter at have været henvist til en kørestol i et år flyttede han efter genoptræningen til Los Angeles.
Under en rejse ved østkysten i 1969 lærte han sangeren og guitaristen Dennis Locorriere (1949-) at kende, og sammen dannede de bandet Chocolate Papers, som 1969 blev omdøbt til Dr. Hook & The Medicine Show. Fra 1975 kaldte de sig kun Dr. Hook. Gruppen spillede en blanding af rock, country, soul og pop og var kendt for sin humor og specielle liveoptrædener. Deres bedst kendte sange er “Sylvia's Mother”, “When you're in love with a beautiful woman” og “Cover Of The Rolling Stone”.
Sawyer forlod bandet i 1983 og fra 1983 til 2015 optrådte han igen i USA og Skandinavien med spin-off-gruppen "Dr. Hook featuring Ray Sawyer".